# Kochergau
Der Kochergau oder Cochengowe war ein mittelalterlicher Gau im Kochertal im Norden des heutigen Baden-Württembergs.
Der Gau umfasst unter anderem die heutigen Orte Schwäbisch Hall, Braunsbach, Künzelsau und Forchtenberg. Bedeutende Orte im Mittelalter waren Wächlingen und Wülfingen, wo auch der Grafensitz lag.

## Gaugrafen
Konrad III. war vor seiner Erhebung zum König Graf im Kochergau.

## Alternative Schreibweisen
Andere Schreibweisen sind beispielsweise Cochengewe, Cochingowe oder Choggingowe.

## Trivia
Der „Chorverband Region Kocher e. V.“ (CVRK) nannte sich 110 Jahre lang – bis 2008 – „Kochergau im Schwäbischen Sängerbund“. Unter diesem Namen wurde er im Jahr 1898 von 12 Gesangvereinen aus der Region um Gaildorf, Schwäbisch Hall, Künzelsau und Öhringen gegründet.